# Acineta barkeri
Acineta barkeri là một loài lan có ở México tới Guatemala.